# Jean Pellé
Pour les articles homonymes, voir Pellé.
Jean Pellé, né le 15 mai 1812 à Le Pout (Gironde) et mort le 29 juillet 1883 à Évreux (Eure), est un général de division français, grand officier de la Légion d'honneur. 
Il fait l'essentiel de sa carrière troupe en Algérie. Pendant la campagne guerre franco-allemande de 1870, il commande la 2e brigade de la 2e Division d'Infanterie du 1er corps d'armée. Il remplace pendant la bataille de Wissembourg (4 août 1870) le général Abel Douay mortellement blessé ; il sera lui-même grièvement blessé lors de l'affaire de Châtillon le 4 avril 1871.

## État-civil
Né le 15 mai 1812 à Le Pout (Gironde), il est le fils posthume de Pierre Pellé capitaine au long cours, décédé en mer sur la frégate l'Ariane (27 mars 1812) et de Marie Coutereau, sa veuve.
Il épouse en décembre 1856 mademoiselle Ernestine, Isabelle Lemreze, née le 9 janvier 1829 à Évreux (Eure), fille de Louis, Nicolas, Marie Lemreze et d'Isabelle Pollet.

## Carrière militaire
| Date              | grades                                                       | Affectations |
| ----------------- | ------------------------------------------------------------ | --- |
| 29 décembre 1830  | Engagé                                                       | Détachement des Volontaires parisiens                                                                                           |
| 23 mars 1831      | Caporal                                                      | 1er bataillon de zouaves |
| 11 septembre 1832 | Sergent                                                      | |
| 6 décembre 1832   |                                                              | Corps des zouaves |
| 26 avril 1837     | Sous-lieutenant                                              | |
| 21 juin 1840      | Lieutenant                                                   | |
| 5 juin 1842       | Capitaine adjudant major                                     | Bataillon de tirailleurs indigènes d'Alger                                                                                      |
| 26 octobre 1845   | Chef de bataillon                                            | Bataillon de tirailleurs indigènes d'Oran                                                                                       |
| 30 décembre 1852  | Lieutenant-colonel                                           | 29e Régiment d'Infanterie de Ligne                                                                                              |
| 1er décembre 1855 | Colonel                                                      | 60e Régiment d'Infanterie de Ligne                                                                                              |
| 12 août 1864      | Général de brigade                                           | État-major général, disponible                                                                                                  |
| 17 septembre 1864 |                                                              | Commandant la subdivision de Corse à Ajaccio                                                                                    |
| 29 août 1865      |                                                              | Commandant la subdivision du Tarn                                                                                               |
| 27 mars 1868      |                                                              | Commandant la subdivision de l'Eure                                                                                             |
| 17 juillet 1870   |                                                              | Commandant la 2e brigade de la 2e division du 1er corps de l'Armée du Rhin                                                      |
| 12 août 1870      | Général de division                                          | Commandant la 2e division d'infanterie du 1er corps d'armée de l'Armée du Rhin                                                  |
| 2 septembre 1870  |                                                              | Prisonnier de guerre à Sedan |
| 18 mars 1871      |                                                              | Rentré en France et disponible                                                                                                  |
| 28 mars 1871      |                                                              | Commandant la 6e division de l'armée de Paris                                                                                   |
| 8 juillet 1871    |                                                              | Disponible |
| 18 septembre 1871 |                                                              | Commandant la 3e division d'infanterie du 5e corps de l'armée de Versailles (Armée de Versailles dissoute le 29 septembre 1873) |
| 24 octobre 1873   |                                                              | Relevé sur sa demande de son commandement ; maintenu dans ses fonctions d'inspecteur général                                    |
| 1er janvier 1874  |                                                              | Disponible |
| 15 mai 1877       | Admis sur sa demande dans la section de réserve              | |
| 11 janvier 1879   | Admis sur sa demande à faire valoir ses droits à la retraite | |
| 29 juillet 1883   | Décédé à Evreux                                              | |

## Décorations
- Françaises
  - Grand officier de la Légion d'honneur (4 avril 1871)

## Campagnes et blessures

### Campagnes
- de 1831 au 25 janvier 1853 : Algérie
- 30 décembre 1856 au 28 novembre 1857 : Algérie
- 18 juillet au 1er septembre 1870 : Contre l'Allemagne
- 28 mars au 4 avril 1871 : à l'intérieur (contre la Commune)

### Blessures
- coup de feu à la main gauche (1835) à Soutama
- coup de feu à la cuisse gauche (1836) au col de Mouzaïa
- coup de feu à la tempe gauche (1840) à l'attaque de Milianah
- contusions à la poitrine (1841) à l'attaque de Milianah
- grièvement blessé par un éclat d'obus (avril 1871) à Châtillon près de Paris..

## Article nécrologique
Article dans le moniteur de l'Armée du 16 août 1883 sous le titre : Le général Pellé, général de division en retraite.
« Mercredi 1er août ont été célébrées à Évreux, les obsèques du général de division en retraite Pellé, décédé le 29 juillet à l'âge de soixante et onze ans.

Pellé (Jean) naquit à Le Pout, dans la Gironde, le 15 mai 1812.
Le 29 décembre 1830, il fait partie du détachement de volontaires parisiens et passa, le 23 mars 1831, comme caporal au 1er bataillon de zouaves. Il resta alors en Afrique. Depuis cette époque jusqu'au 23 février 1853, c'est-à-dire sans intervalle, il fit campagne durant vingt-deux années.
Au corps des zouaves, il fut nommé sergent le 11 septembre 1832, sous-lieutenant le 26 avril 1837 et lieutenant le 21 juin 1840. Dans cette première période de campagne où les zouaves établirent leur réputation devenue légendaire, Pellé fut blessé d'un coup de feu à la main gauche, le 4 octobre 1835 au combat de Soutama. Le 31 mars 1836, les zouaves furent chargés de gravir les pentes de gauche du col de Mouzaïa pour protéger le passage de la colonne expéditionnaire organisée à Bouffarik et dont Médéah était l'objectif. Les Arabes opposèrent une résistance sérieuse et le bataillon eut à souffrir. Le lendemain, 1er avril, le général Brou qui avait les zouaves dans sa brigade, reçut l'ordre de continuer son mouvement et de couronner définitivement les sommets voisins du col. Au signal de la charge, sonnée par les clairons, « les zouaves poussèrent leur cri de guerre, escaladèrent les dernières hauteurs et, poursuivant l'ennemi de sommet en sommet, l'obligèrent à abandonner définitivement la position. Tous les retours offensifs renouvelés par les Arabes les jours suivants vinrent se briser contre la fermeté du bataillon ». Dans cette affaire, Pellé reçut un coup de feu à la cuisse gauche. À l'attaque du 8 juin 1840, qui précéda l'entrée de nos troupes à Millianah, il fut encore blessé d'un coup de feu à la tempe gauche. Promu lieutenant après cette affaire (21 juin 1840), il avait mérité en outre d'être déjà cité à l'ordre de l'armée d'Afrique le 13 mai 1840.
Le 30 janvier 1841, il fut cité à nouveau à l'ordre de l'armée comme s'étant fait remarquer dans une attaque du 26 précédent; puis le 8 avril suivant « pour avoir opéré avec 150 gendarmes maures, une audacieuse razzia, à quinze lieues des avant-postes ; » Le 13 du même mois, nouvelle citation à l'ordre de l'armée d'Afrique avec cette mention : « cet officier montre en toutes circonstances beaucoup de résolution ».
Le 3 mai il fut encore cité à l'ordre de l'armée d'Afrique « pour sa belle conduite au combat sous Millianah, où les zouaves, qui avaient pris pour point de direction le centre des forces ennemies, se montrèrent dignes d'une réputation déjà si glorieusement acquise, en devançant toute l'armée dans une poursuite qui se prolongea plus de deux heures ». Le lieutenant Pellé avait reçu dans ce combat deux fortes contusions à la poitrine.
Une lettre du maréchal Soult, alors ministre de la Guerre, exprima ses félicitations sur les diverses opérations faites par le lieutenant Pellé et celui-ci fut nommé chevalier de la Légion d'honneur le 5 janvier 1842.
Cité à l'ordre de l'armée du 8 avril « comme s'étant distingué à l'enlèvement des postes de Sid Embarrek, le 1er avril précédent », il fut promu capitaine adjudant major le 5 juillet 1842 au bataillon de tirailleurs indigènes d'Alger. Un arrêté ministériel du 1er février 1844 le nomma adjoint au directeur central des affaires arabes. Faisant sans cesse partie des colonnes expéditionnaires, on voit encore son nom cité dans le rapport du maréchal Bugeaud, du 13 mai 1844, comme s'étant distingué dans le combat livré le 12 mai en avant de Dellys : « M. le capitaine Pellé a constamment marché à la tête de la charge et a tué cinq Arabes de sa main ». Pendant les expéditions du général Bugeaud, en 1845, dans les provinces d'Alger et d'Oran, il fut attaché à l'état-major du général comme faisant fonction de chef de bureau arabe.
Promu chef de bataillon le 26 octobre 1845, aux tirailleurs indigènes d'Oran, officier de la Légion d'honneur, le 10 mai 1852 et lieutenant-colonel le 30 décembre suivant, au 29e de ligne, il devint colonel du 60e de ligne le 1er décembre 1855.
À la tête de ce régiment, le colonel Pellé prit une part brillante à la campagne de la Grande Kabylie. En janvier 1856, il se signala tout particulièrement lors de l'expédition chez les Ouled Aissa Minoun, « le 30, dit le rapport, une colonne mobile se massa à Tela Oulman, au pied des montagnes des Ouled Aissa Minoun. L'attaque commença au point du jour; deux bataillons, sous les ordres du commandant Vincent, des zouaves, durent s'emparer du village de Tico-Bain, le brûler et continuer leur ascension jusqu'à Ougueni-Sekson, point culminant et commandant tous les côtés. Le général de Signy, avec trois bataillons du 60e, les hussards et l'artillerie, prit à gauche et suivit, pour se rendre sur cette position, un chemin qui y mène directement. La résistance fut opiniâtre; mais le 60e de ligne, commandé par le colonel Pellé, chassa les Kabyles de toutes leurs positions, les poussa rudement jusqu'au sommet de la montagne et les précipita enfin dans le ravin où il put fusiller pendant près d'un quart d'heure ». À la fin de l'année 1856, le 10 novembre, le colonel Pellé fut promu commandeur de la Légion d'honneur.
Général de brigade le 12 août 1864, il a commandé en cette qualité la subdivision de la Corse (17 septembre 1864); du Tarn, à Albi (29 août 1865) et de l'Eure (27 mars 1868).
Dès le début de la guerre contre l'Allemagne, le 17 juillet 1870, il fut pourvu du commandement de la 2e brigade de la 2e division d'infanterie du 1er corps de l'armée du Rhin. Il combattit glorieusement à Wissembourg et à Frœschwiller. Promu divisionnaire le 12 août 1870 et nommé commandant de la 2e division d'infanterie du 1er corps, il lutta encore à Sedan. Prisonnier de guerre par suite de la capitulation, à son retour de captivité il eut, le 28 mars 1871, le commandement de la 6e division de l'armée de Paris. Pendant le second siège de la capitale, en dirigeant ses troupes à l'affaire de Châtillon, le 4 avril 1871, il fut blessé grièvement par un éclat d'obus. Après la prise de Paris, le général Pellé commanda la 3e division d'infanterie du 5e corps de l'armée de Versailles (18 septembre 1871).
Inspecteur général en 1872 et en 1873 du 12e arrondissement d'infanterie, il fut, par suite de limite d'âge, admis le 15 mai 1877 dans le cadre de réserve et sur sa demande retraité le 2 avril 1879. Le général Pellé avait été promu grand officier de la Légion d'honneur le 4 avril 1871.

Il comptait 47 années de service, 28 campagnes, 6 blessures et 9 citations. »
— Désiré Lacroix

## Sources
- Service historique de la défense :
  - Dossier général Jean Pellé (7 Yd 1477)
  - Papiers privés (T 733) dont notes concernant le combat de Wissembourg